# Homburg an der Unstrut
Die Homburg an der Unstrut (auch: Hohenburg an der Unstrut) war ein mittelalterliches Kloster an der Unstrut unweit von Langensalza (Thüringen). Homburg war im Jahre 1075 ein Schlachtfeld im Sachsenkrieg Heinrichs IV.

## Lage
Das Kloster befand sich auf dem südlichen Hochufer der Unstrutaue etwa ein Kilometer südlich von Thamsbrück, einem Ortsteil von Bad Langensalza. Um 1950 waren noch wenige Mauerreste vorhanden Heute gilt es als abgegangen, das heißt ohne jegliche Überreste.

## Geschichte

### Schlachtfeld
Am 9. Juni 1075 kam es zur Schlacht bei Homburg an der Unstrut (auch: Schlacht bei Hohenburg und Nägelstedt), in der das königliche Heer Heinrichs IV. unter Herman von Glizberg (von der Kunitzburg) und mit böhmischer Verstärkung unter Vratislav II. über das vereinte aufständische sächsisch-thüringische Heer unter Otto von Northeim und Burchard II. von Halberstadt siegte.

### Kloster
Die erste urkundliche Erwähnung eines Ortes mit Namen „Hohenborc“ als ein königliches Tafelgut (Königshof) ist im Jahre 1065.
Ob dieses „Hohenborc“ mit Homburg gleichzusetzen ist, wurde von neueren Autoren in Zweifel gezogen.
Die Annahme einer Gründung bzw. einer Kaiserpfalz Karls des Großen um das Jahr 800 wie von älteren Autoren beschrieben, entbehrt, ebenso wie eine angebliche Geburt Karls des Großen in Vargula bei Langensalza, jeder Grundlage
Für das Jahr 1073 wird eine Fürstenversammlung im Reichshof Homburg bei Saltza chronologisiert.
Um das Jahr 1100 wird ein Nonnenbenediktinerkloster angenommen.
1136 wurde das Nonnen- in ein Mönchskloster umgewandelt durch Kaiser Lothar III. Es gehörte zur Erzdiözese Mainz und wurde unter den Schutz von Papst Honorius gestellt.
Die ersten Mönche sollen aus dem Kloster Corvey gekommen sein.
1196 verliehen Bernhard, Herzog von Sachsen (?) und Heinrich V., Pfalzgraf bei Rhein, dem Kloster Homburg den Besitz an der Kirche St. Stephan in Salza, dem heutigen Bad Langensalza, samt Patronat und Grundbesitz.
1541 wurde das Benediktinerkloster Homburg im Zuge der Reformation aufgehoben.